# Eutingen im Gäu
Eutingen im Gäu – miejscowość i gmina w Niemczech, w kraju związkowym Badenia-Wirtembergia, w rejencji Karlsruhe, w regionie Nordschwarzwald, w powiecie Freudenstadt, wchodzi w skład wspólnoty administracyjnej Horb am Neckar. Leży na przedpolu Schwarzwaldu, ok. 25 km na wschód od Freudenstadt, przy drodze krajowej B14.